# Gran Premio de Austria de Motociclismo de 1991
El Gran Premio de Austria de Motociclismo de 1991 fue la séptima prueba de la temporada 1991 del Campeonato Mundial de Motociclismo. El Gran Premio se disputó el 9 de junio de 1991 en el circuito de Salzburgring.

## Resultados 500cc
En la categoría de 500cc, Mick Doohan, después de haber dominado las pruebas clasificatorias, se reafirma ganando también la carrera del domingo. Podio completado por su compatriota Wayne Rainey y el estadounidense Kevin Schwantz.
Solo se registran veinte pilots en la carrera, de estos solo trece pueden participar en el Gran Premio mientras que los otros siete no se clasifican. Por lo tanto, todos los que salían desde la línea de salida sabían que acabasen la carrera era más que suficiente para puntuar. Marco Papa sustituye al lesionado Alex Barros en Cagiva, mientras que Jean-Philippe Ruggia, también lesionado , no es reemplazado por su equipo.
| Pos.     | Piloto              | Equipo                 | Moto   | Tiempo     | Pts. |
| -------- | ------------------- | ---------------------- | ------ | ---------- | ---- |
| 1        | Mick Doohan         | Rothmans Honda Team    | Honda  | 38:03.841  | 20   |
| 2        | Wayne Rainey        | Marlboro Team Roberts  | Yamaha | +0.185     | 17   |
| 3        | Kevin Schwantz      | Lucky Strike Suzuki    | Suzuki | +15.625    | 15   |
| 4        | Wayne Gardner       | Rothmans Honda Team    | Honda  | +15.827    | 13   |
| 5        | Eddie Lawson        | Cagiva Corse           | Cagiva | +38.688    | 11   |
| 6        | Juan Garriga        | Ducados Yamaha         | Yamaha | +59.489    | 10   |
| 7        | Doug Chandler       | Roberts B Team         | Yamaha | +1:13.608  | 9    |
| 8        | Didier de Radiguès  | Lucky Strike Suzuki    | Suzuki | +1 Vuelta  | 8    |
| 9        | John Kocinski       | Marlboro Team Roberts  | Yamaha | +1 Vuelta  | 7    |
| 10       | Eddie Laycock       | Millar Racing          | Yamaha | +1 Vuelta  | 6    |
| 11       | Michael Rudroff     | Rallye Sport           | Honda  | +2 Vueltas | 5    |
| 12       | Marco Papa          | Cagiva Corse           | Cagiva | +2 Vueltas | 4    |
| Ret      | Adrien Morillas     | Sonauto Yamaha Mobil 1 | Yamaha | Ret        |      |
| DNQ      | Cees Doorakkers     | HEK-Baumachines        | Honda  | DNQ        |      |
| DNQ      | Josef Doppler       | Doppler Racing         | Yamaha | DNQ        |      |
| DNQ      | Hans Becker         | Team Romero Racing     | Yamaha | DNQ        |      |
| DNQ      | Helmut Schutz       | Rallye Sport           | Honda  | DNQ        |      |
| DNQ      | Andreas Leuthe      | Librenti Corse         | Suzuki | DNQ        |      |
| DNQ      | Nicholas Schmassman | Schmassman Technotron  | Honda  | DNQ        |      |
| DNQ      | Martin Trösch       | MT Racing              | Honda  | DNQ        |      |
| Sources: |                     |                        |        |            |      |

## Resultados 250cc
En 250, se repite el podio del Gran Premio anterior con Helmut Bradl como vencedor, seguido del español Carlos Cardús y del holandés Wilco Zeelenberg. El catalán hizo un amala salida que lo relegó al decimosegundo puesto para remontar hasta el la segunda posición.
| 1     | Helmut Bradl              | Honda    | 33:23.857 | 20 |
| 2     | Carlos Cardús             | Honda    | +7.818    | 17 |
| 3     | Wilco Zeelenberg          | Honda    | +8.157    | 15 |
| 4     | Pierfrancesco Chili       | Aprilia  | +9.054    | 13 |
| 5     | Luca Cadalora             | Honda    | +18.878   | 11 |
| 6     | Masahiro Shimizu          | Honda    | +32.197   | 10 |
| 7     | Jochen Schmid             | Honda    | +36.707   | 9  |
| 8     | Loris Reggiani            | Aprilia  | +48.198   | 8  |
| 9     | Àlex Crivillé             | JJ Cobas | +1:03.281 | 7  |
| 10    | Stefan Prein              | Honda    | +1:03.387 | 6  |
| 11    | Paolo Casoli              | Yamaha   | +1:08.090 | 5  |
| 12    | Harald Eckl               | Aprilia  | +1:20.874 | 4  |
| 13    | Martin Wimmer             | Suzuki   | +1:21.043 | 3  |
| 14    | Erkka Korpiaho            | Aprilia  | +1:21.234 | 2  |
| 15    | Corrado Catalano          | Honda    | +1:22.801 | 1  |
| 16    | Fausto Ricci              | Yamaha   | +1:23.529 |    |
| 17    | Eskil Suter               | Aprilia  | +1:40.552 |    |
| 18    | Jaime Mariano             | Aprilia  | +1 Vuelta |    |
| 19    | Stefano Pennese           | Aprilia  | +1 Vuelta |    |
| 20    | Bernd Kassner             | Yamaha   | +1 Vuelta |    |
| 21    | Katsuyoshi Kozono         | Honda    | +1 Vuelta |    |
| 22    | Bernard Hänggeli          | Aprilia  | +1 Vuelta |    |
| 23    | Patrick van den Goorbergh | Yamaha   | +1 Vuelta |    |
| 24    | Renato Colleoni           | Aprilia  | +1 Vuelta |    |
| 25    | Renzo Colleoni            | Aprilia  | +1 Vuelta |    |
| 26    | Ian Newton                | Yamaha   | +1 Vuelta |    |
| 27    | Jean Foray                | Yamaha   | +1 Vuelta |    |
| 28    | Wayne Doran               | Yamaha   | +1 Vuelta |    |
| Ret   | Urs Jücker                | Yamaha   | Ret       |    |
| Ret   | Andreas Preining          | Aprilia  | Ret       |    |
| Ret   | Jean-Pierre Jeandat       | Honda    | Ret       |    |
| Ret   | Peter Linden              | Honda    | Ret       |    |
| Ret   | Doriano Romboni           | Honda    | Ret       |    |
| Ret   | Frédéric Protat           | Aprilia  | Ret       |    |
| Ret   | Marcellino Lucchi         | Aprilia  | Ret       |    |
| DNS   | Carlos Lavado             | Yamaha   | DNS       |    |
| DNS   | Kevin Mitchell            | Yamaha   | DNS       |    |
| [ 4 ] |                           |          |           |    |

## Resultados 125cc
En 125, victoria para Fausto Gresini con Ralf Waldmann como segundo clasificado. El alemán, después de ganar su primer Gran Premio de su carrera en Mundial en el Gran Premio anterior, se reafirma en los primeros puestos de la general. El tercer lugar fue para el japonés Noboru Ueda, que volvía después de perderse el GP de Alemania tras la fractura de muñeca sufrida en el Gran Premio de Italia. También destcara el cambio de motocicleta para Jorge Martínez Aspar, después de que no saliera muy satisfecho con los resultados obtenidos en las primeras carreras de la temporada con JJ Cobas y decidió cambiarse a Honda. En esta carrera, el valenciano acabó séptimo.
| 1       | Fausto Gresini       | Honda     | 33:47.096  | 20 |
| 2       | Ralf Waldmann        | Honda     | +0.048     | 17 |
| 3       | Noboru Ueda          | Honda     | +0.452     | 15 |
| 4       | Dirk Raudies         | Honda     | +1.427     | 13 |
| 5       | Hans Spaan           | Honda     | +1.580     | 11 |
| 6       | Loris Capirossi      | Honda     | +3.609     | 10 |
| 7       | Jorge Martínez Aspar | Honda     | +3.800     | 9  |
| 8       | Adolf Stadler        | JJ Cobas  | +3.834     | 8  |
| 9       | Heinz Lüthi          | Honda     | +4.287     | 7  |
| 10      | Peter Öttl           | Rotax     | +7.017     | 6  |
| 11      | Alessandro Gramigni  | Aprilia   | +29.176    | 5  |
| 12      | Nobuyuki Wakai       | Honda     | +29.231    | 4  |
| 13      | Oliver Petrucciani   | Aprilia   | +29.288    | 3  |
| 14      | Maurizio Vitali      | Gazzaniga | +29.538    | 2  |
| 15      | Alain Bronec         | Honda     | +29.620    | 1  |
| 16      | Julián Miralles      | JJ Cobas  | +30.405    |    |
| 17      | Gimmi Bosio          | Honda     | +30.532    |    |
| 18      | Herri Torrontegui    | JJ Cobas  | +30.597    |    |
| 19      | Hisashi Unemoto      | Honda     | +30.747    |    |
| 20      | Luis Álvaro          | Derbi     | +30.797    |    |
| 21      | Gabriele Debbia      | Aprilia   | +30.993    |    |
| 22      | Ezio Gianola         | Derbi     | +51.228    |    |
| 23      | Peter Galvin         | Honda     | +53.468    |    |
| 24      | Ian McConnachie      | Honda     | +53.568    |    |
| 25      | Johnny Wickström     | Honda     | +53.896    |    |
| 26      | Alfred Waibel        | Honda     | +54.289    |    |
| 27      | Steve Patrickson     | Honda     | +54.489    |    |
| 28      | Jos van Dongen       | Honda     | +56.592    |    |
| 29      | Wolfgang Fritz       | Honda     | +1:33.788  |    |
| 30      | Kinya Wada           | Honda     | +1 Vuelta  |    |
| 31      | Emilio Cuppini       | Gazzaniga | +4 Vueltas |    |
| Ret     | Thierry Feuz         | Honda     | Ret        |    |
| Ret     | Bruno Casanova       | Honda     | Ret        |    |
| Ret     | Serafino Foti        | Honda     | Ret        |    |
| Ret     | Arie Molenaar        | Honda     | Ret        |    |
| Ret     | Kazuto Sakata        | Honda     | Ret        |    |
| DNQ     | Stefan Kurfiss       | Honda     | DNQ        |    |
| DNQ     | Manuel Hernández     | Honda     | DNQ        |    |
| DNQ     | Robin Appleyard      | Honda     | DNQ        |    |
| DNQ     | Hans Koopman         | Honda     | DNQ        |    |
| DNQ     | Janez Pintar         | Honda     | DNQ        |    |
| DNQ     | Stefan Brägger       | Honda     | DNQ        |    |
| DNQ     | Alan Patterson       | Honda     | DNQ        |    |
| DNQ     | René Dünki           | Honda     | DNQ        |    |
| DNQ     | Hubert Abold         | Honda     | DNQ        |    |
| DNQ     | Taru Rinne           | Honda     | DNQ        |    |
| DNQ     | Jean-Claude Selini   | Honda     | DNQ        |    |
| Fuentes |                      |           |            |    |